# Полихлорирани бифенили
Полихлорираните бифенили (ПХБ) са органични съединения, които имат 1 до 10 атома хлор, прикрепен към бифенил (молекула, съставена от два бензолни пръстена). При химическо изписване формулата на ПХБ е C12Н10-xCl x .
Различни видове ПХБ съединения в миналото имат широка употреба, особено като изолатори в трансформатори, кондензатори и охлаждащи течности, а в Съединените щати също за изолация и охлаждане на дросели за работа с флуоресцентни крушки. Поради токсичността на ПХБ и класифицирането им като устойчив органичен замърсител, производството на ПХБ е забранено от Конгреса на САЩ през 1979 г. и от Стокхолмската конвенция за предотвратяване на органичното замърсяване през 2001 г. Загрижеността за токсичността на ПХБ до голяма степен се основава на сходството на химическата структура на тези съединения и химическата структура на токсичния диоксин. Доказано е, че ПХБ имат токсични ефекти, включително разстройство на невроните и нарушаване на ендокринната система.

## Химични и физични свойства
Химическата структура на полихлорираните бифенилни съединения включва два фенилови пръстена, съединени между два въглеродни атома, в позиция 1 на десния пръстен и позиция 1 на левия пръстен. Всяка от другите позиции (2 до 6, 6- до 2-) може да бъде свързана с хлорен атом. Теоретично има 209 изомера на ПХБ според възможните комбинации на позицията на хлорния атом в различните позиции, но на практика около 130 изомера се използват за промишлени полихлорирани бифенилни съединения.
PCB съединенията имат ниска разтворимост във вода и висока разтворимост в органични материали и масла. Те имат много висока проводимост и висока устойчивост на окисляване, изпаряване и износване. Те не се разпадат лесно и разграждането им, чрез топлина или химически или биохимични средства, е особено трудно. Съществуват притеснения относно отделянето на допълнителни токсични вещества като страничен ефект от процеса на разлагане на ПХБ, поради частично окисляване.

## Още имена
На ПХБ съединения бяха дадени различни търговски наименования в различните страни, като Ascarel в Бразилия, Phenoclor във Франция и Aroclor xxxx в Съединените щати.

## Увреждания от излагане на хора и животни на ПХБ
През 1966 г. шведският изследовател Дженсън открива високи концентрации на ПХБ в животински тъкани в Арктика.
През 1967 г. Анита К. Бан разкрива връзка между ПХБ и рак.
През 1968 г. в Япония става хранителна катастрофа от консумация на ориз, приготвен със заразено с ПХБ масло, което изтича в готварското масло от топлообменната система на фабрика за храни. Скоро много японци започват да търсят медицинска помощ за появата на „подобни на акне“ лезии по кожата на лицето. Лезиите са многобройни, по-големи и по-плътни от обикновено срещащите се при подрастващите, страдащи от акне, и не изчезват. Заболяването е наречено в Япония „болест на Юшу“, с научно наименование „хлоракне“, за да се подчертае източникът за появата на лезиите: хлорът в ПХБ. Изглежда натрупването на ПХБ в организма се случва и в черния дроб и периферните нерви, причинявайки рестриктивни и разстройващи патологични нарушения както при възрастни, така и при новородени.
Експериментите с пилета показват влияние на ПХБ върху яйцата. 
През 1983 – 1984 г. на брега на Атлантическия океан, близо до устието на река Сейнт Лорънс в Канада, се случва екологична катастрофа: няколко десетки белуги излизат на брега и загиват. Първоначално се подозира, че това е проява на колективно самоубийство. Патологичните изследвания и аутопсиите обаче показват отчасти висока концентрация на ПХБ в тъканите на белугите. Те страдат от ракови заболявания и ендокринни нарушения, които се проявяват в неспособност на женските да заченат, преждевременни аборти и неспособност на женските да кърмят.
При проучване в езерото Мичиган в Съединените щати са измерени концентрации на ПХБ в планктон близо до дъното, в тъканите на сом в плитката вода и в тъканите на чайките, които се хранят с рибата. Доказано е, че ПХБ се натрупват в тъканите и техните концентрации нарастват по хранителната верига, явления, известни в научен план като био-натрупване и био-увеличение. Вече е известно, че ПХБ са разпръснати в природата както върху водните капчици, така и в океанската вода.
Биопатологичните щети от ПХБ придобиват световна популярност с появата на болестта хлоракне на лицето на украинския лидер Виктор Юшченко.
Анализът на резултатите от тези събития и проучвания показва, че ПХБ са устойчиви антропогенни токсични вещества в природата (устойчиви органични замърсители). Хората са изложени на богати на хлор бифенили в ниски концентрации, главно чрез храната. Въпреки обширните познания за ПХБ, дълго време не е известно дали описаните токсично-патологични увреждания при животните и хората, изложени на тези хлорирани бифенили, се дължат на самите бифенили или на други токсични вещества. Задълбочаването на изследването за идентифициране на причинно-следствената връзка разкрива, че токсичните увреждания са свързани с наличието на други токсични вещества в течните разтвори на ПХБ: диоксини и фурани.